# Samowar
Pour l'ustensile domestique utilisé pour faire bouillir l'eau du thé, voir samovar.
Samowar était un magazine mensuel satirique allemand en langue russe.
Il a été édité la première fois en mars 1997. Le tirage du magazine est en constante progression depuis sa création. Le tirage était de 12 000 exemplaires en juillet 2006, mais le magazine disparaît en octobre 2007.
Le journal était lu en Allemagne (pour un prix de 2,30 euros) et en Belgique, en Autriche et aux Pays-Bas (pour un prix de 2,40 euros).
L'éditeur, Fröse, à Detmold en Allemagne proposait des textes satiriques aussi bien que des anecdotes et des caricatures aux lecteurs. Le magazine faisait 56 pages, et contenait des archives de caricatures humoristiques.